# Гавриловка (Ковернинский район)
Гаври́ловка — деревня в Ковернинском районе Нижегородской области, административный центр Гавриловского сельсовета. Находится в 4 км от районного центра — посёлка Ковернино — и в 120 км от областного центра — города Нижнего Новгорода. Расстояние до ближайшей железнодорожной станции в городе Семёнове составляет 65 км.
В ноябре 1974 года деревня Гавриловка стала административным центром Гавриловского сельсовета, образованного в декабре 1970 года.
В 1930 году в деревне Гавриловка был образован колхоз «Мир». В 1970-е годы в результате объединения мелких колхозов на базе «Мира» было создано крупное многоотраслевое хозяйство, центральная усадьба которого разместилась в Гавриловке. В 1993 году «Агроплемкомбинат МИР» становится подсобным хозяйством Горьковской железной дороги. В декабре 1999 года хозяйство реорганизовано в Федеральное государственное унитарное предприятие «Агроплемкомбинат МИР». 13 февраля 2005 года предприятие преобразовано в Открытое акционерное общество, а 30 декабря 2005 года приватизировано.
В 1993 году деревня Гавриловка была газифицирована и построена газовая котельная. В деревне имеется врачебная амбулатория, средняя школа на 178 учащихся, детский сад на 200 мест, Дом культуры, спортзал, действует отделение Почты России (индекс 606587).
В 2020 на месте пустыря была построена аллея. В 2021 была отремонтирована дорога на ул. Центральной.

## Население
| 2002 | 2010  |
| ---- | ----- |
| 963  | ↗1090 |

## Ссылка
- Гавриловская сельская администрация (недоступная ссылка — история).